# Batalla del Sutjeska
La batalla del Sutjeska (serbocroat: Bitka na Sutjesci; serbi ciríl·lic: Битка на Сутјесци), també coneguda pel seu nom en clau Operació Schwarz, va ser un atac conjunt de les Potències de l'Eix que va tenir lloc del 15 de maig al 16 de juny de 1943, i l'objectiu del qual era destruir la força principal de partisans iugoslaus, a prop del riu Sutjeska, al sud-est de Bòsnia. El fracàs de l'ofensiva va marcar un punt d'inflexió per a Iugoslàvia durant la Segona Guerra Mundial.
L'operació és coneguda habitualment com la Cinquena Ofensiva Antipartisana, i també com la Cinquena Ofensiva Enemiga (serbocroat: Peta neprijateljska ofenziva) en la terminologia de l'antiga Iugoslàvia. El seu nom en codi era Operació Schwarz, i es va produir immediatament després de l'Operació Weiss, que havia fallat en el compliment dels mateixos objectius: l'eliminació de les formacions partisanes centrals i la captura del seu comandant, Josip Broz Tito, també conegut pel seu nom en clau de la Comintern: «Walter». Com a objectiu secundari, es va fixar el control total de la costa adriàtica, per evitar un possible desembarcament aliat als Balcans.
La batalla es va caracteritzar per les extremes condicions a què van ser sotmesos els soldats, en un terreny molt irregular. Especialment difícil va ser la situació del Moviment Partisà encerclat en dures condicions de gana, esforç físic i malalties. Malgrat les abundants pèrdues patides, la batalla del Sutjeska és considerada per la historiografia iugoslava com una de les més grans victòries de la seua història. Va ser també l'última gran operació conjunta germano-italiana contra els partisans.

## Context

Ocupació de Iugoslàvia durant la Segona Guerra Mundial: Bòsnia i Hercegovina queden integrades a l'Estat independent de Croàcia (NDH), aliat dels nazis, mentre que Montenegro roman sota ocupació italiana.

Després de la invasió de Iugoslàvia per part de les Potències de l'Eix l'abril de 1941, van ser instaurades al país noves divisions territorials per les forces d'ocupació. Les regions històriques de Bòsnia i Hercegovina, on es va desenvolupar l'operació, van ser annexionades a l'Estat independent de Croàcia, un estat titella nazi al comandament del general Ante Pavelić.
Aviat van sorgir al país diferents moviments de resistència a l'ocupació, sent els Partisans i els Txètniks qui van assumir la lluita contra l'exèrcit alemany que es va desenvolupar, al principi a través d'emboscades i provocant una guerra de guerrilles. A partir d'aquests fets, l'alt comandament alemany va començar a fer més atenció a aquests moviments guerrillers, que començaven a suposar una amenaça per als seus interessos en els Balcans, especialment per als seus subministraments cap a Atenes i el sud-est d'Europa.
Per això, els alemanys van iniciar diverses ofensives antipartisanes, amb l'objectiu de liquidar aquesta resistència i als seus principals líders i, després de diverses campanyes fallides, a la primavera de 1943, i havent rebut informacions que situaven l'alt comandament i el gruix dels destacaments partisans entre el nord-oest de Montenegro i el sud-est d'Hercegovina, van posar en marxa l'Operació Schwarz, amb la missió d'acorralar-los i destruir-los. L'operació tenia un important precedent en l'Operació Weiss, (Batalla del Neretva) en la que havien fracassat en el mateix objectiu un mes abans.

## Desenvolupament

### Planificació

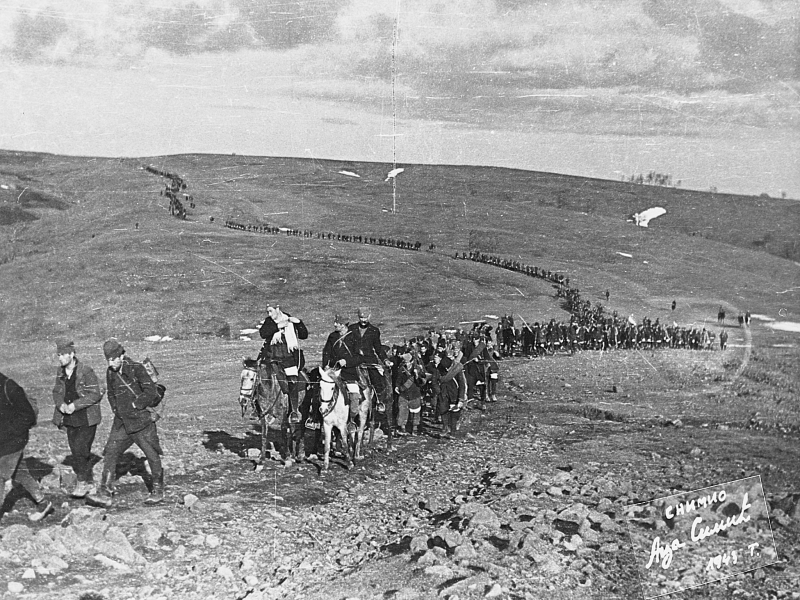
Forces txètnik en marxa: el II Cos de Ravna Gora sota comandament del capità Predrag Rakovi, i el Cos de Rasinski, comandat pel general Dragutin Keserovi, marxant cap a Pešter a començaments de maig de 1943. Ambdues forces es dirigien a la zona on es va desenvolupar lOperació Schwarz però, segons la historiografia relacionada, no van arribar a entrar en combat.

L'Eix va reunir sobre unes 120.000 tropes de terra per a l'ofensiva, procedents de l'Alemanya nazi, la Itàlia feixista, l'Estat independent de Croàcia (ústaixes i  dobromanis), i el Regne de Bulgària; i més de 300 avions de la Luftwaffe i l'Aeronautica Militare, que van utilitzar com a base els aeròdroms de Mostar, Sarajevo, Podgorica i Shkodër. El pes principal de l'operatiu va correspondre als 67.000 alemanys -que van ser desplegats principalment en l'interior de Bòsnia i de Montenegro- que van assumir tot l'aspecte ofensiu de l'operació; i dels 43.000 italians -integrats a 6 divisions, principalment desplegats en les àrees costaneres circumdants de Metković, Dubrovnik, Trebinje i Nikšić-. Els 11.000 croats ho van fer en unitats alemanyes o en la 4a Brigada de Defensa Jäger, que va ser destinada a Vrelo Bosne, en una de les zones clau del desenllaç de l'encerclament. Per la seua part, els 2.000 búlgars van actuar repartits entre unitats alemanyes i el seu 63 Regiment d'Infanteria, destinat a Mokra Gora (Sèrbia ocupada) com a suport. La direcció de l'operatiu es va dur a terme des del quarter general alemany a Zagreb, sota el comandament del general Alexander Löhr, mentre que el comandament sobre el terreny li va ser assignat al general d'infanteria Rudolf Lüters.
L'Exèrcit Popular d'Alliberament Iugoslau disposava de 22.148 soldats repartits en 16 brigades, 3.500 dels quals eren ferits de la recent batalla del Neretva.
Un dels aspectes més controvertits de l'operació va ser el paper que van jugar les forces txètnik de Draža Mihailović durant aquesta. Si bé alguns autors afirmen que, atacats pels partisans després de l'Operació Weiss es van haver de replegar cap a Bòsnia sofrint nombroses baixes, d'altres apunten que Mihailović en persona va negociar amb els alemanys la seua no-intervenció en l'operació. El cert és que, al contrari que durant l'ofensiva del Neretva -en la que van col·laborar amb els alemanys- en la del Sutjeska els txètniks no van tenir cap protagonisme.

### Inici d'hostilitats
Després d'un període de concentració de tropes, l'ofensiva va començar el 15 de maig de 1943. Les tropes de l'Eix van utilitzar l'avantatge d'una millor posició de partida per envoltar i aïllar els guerrillers en l'àrea muntanyosa de Durmitor, situada entre els rius Tara i Piva a les zones muntanyoses del nord de Montenegro. Malgrat que els partisans ja estaven informats de la concentració de tropes enemigues, els primers atacs aeris van precipitar la seua sortida de l'enclavament. L'estratègia de l'ofensiva va consistir a envoltar a les forces de Tito i avançar en cercles concèntrics, aprofitant l'artilleria i la seua superioritat aèria per desnivellar el combat. El primer dia d'avanç, tropes alemanyes van aproximar l'encerclament fins a la línia Foča-Kalinovik-Gacko. En aquests primers avanços terrestres, els exèrcits de l'Eix es van trobar amb destacaments Txètnik que es va rendir sense oposar cap mena de resistència.
Els combats, d'un mes de durada, es van lliurar sobre un territori agrest i enfangat. Principalment, la batalla va consistir en moviments de tropes alemanyes per eliminar a contingents partisans que es trobaven en àrees determinades. Els iugoslaus responien atacant a les seves columnes mitjançant emboscades perfectament planejades, duent a terme la seua particular guerra de guerrilles.

### El pas del Zelengora

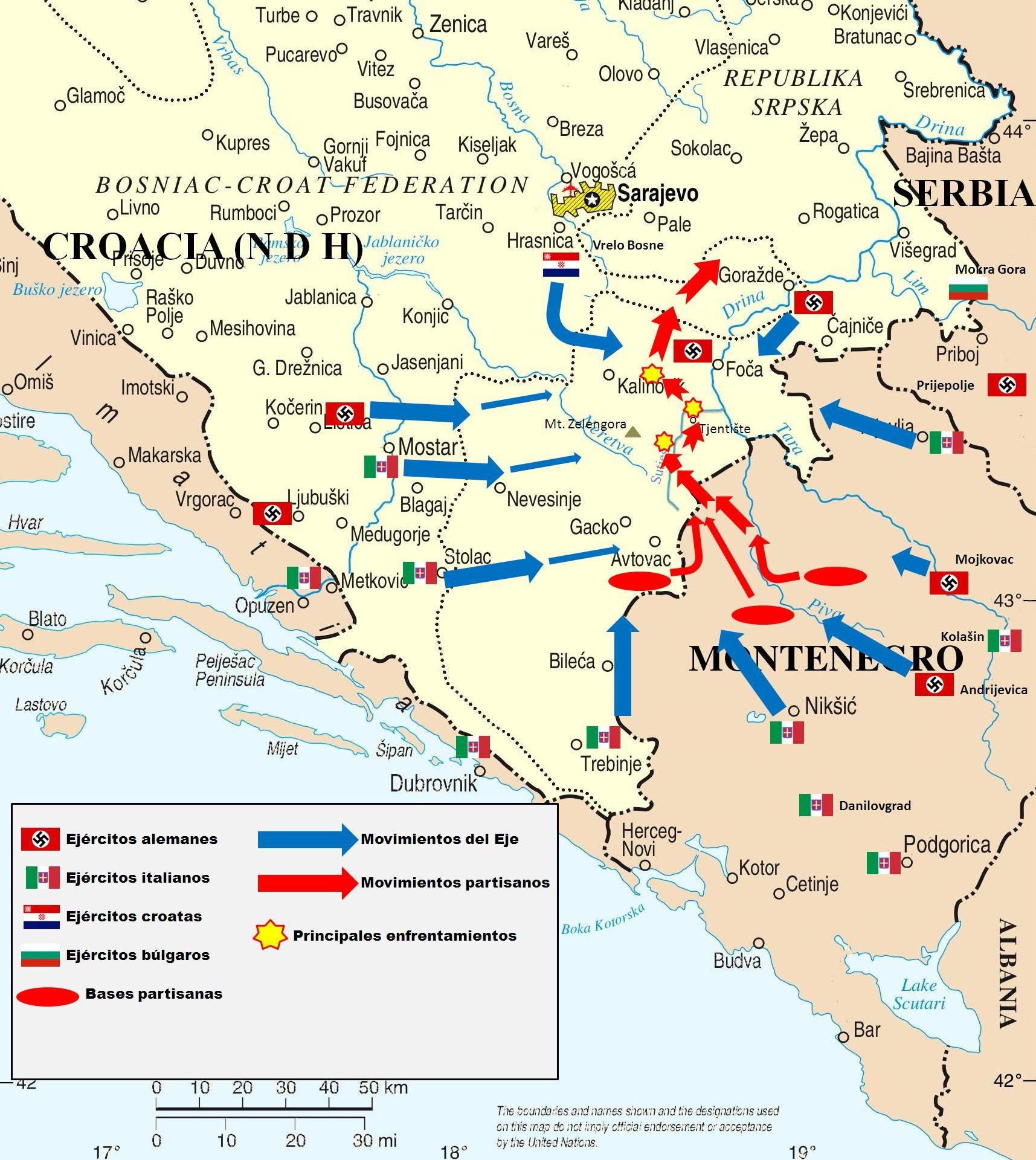
Desenvolupament de lOperació Schwarz des de les posicions inicials el 15 de maig de 1943 fins que els partisans aconsegueixen trencar l'encerclament i depassar la carretera Foča-Kalinovik per endinsar-se al nord-est de Bòsnia.

El 28 de maig per la matinada es va produir l'arribada de la missió britànica de suport als partisans, el nom en clau del qual era Operation Typical. El grup, compost pels capitans de l'Exèrcit britànic William Deakin i William Stuart, els operadors de ràdio Walter Wroughton i Peterz Rosenberg i el sergent John Campbell, es va llançar en paracaigudes sobre l'àrea de la muntanya Durmitor i va arribar sense contratemps a la caserna general de Tito. La seua missió era informar puntualment sobre la situació militar a la zona i coordinar la comunicació entre Tito i la Special Operations Executive (SOE) britànica amb seu al Caire.
El 5 de juny, la 2a Brigada Dàlmata de la 2a Divisió Proletària va començar la defensa de Tovarnica, un punt estratègic que permetia als partisans una via de fuita cap a la muntanya Zelengora en cas de ser encerclats, a través d'un pas de 4 km. Malgrat l'empenta de la 118a Divisió Jäger, reforçada amb batallons del Regiment Brandenburg, la Brigada Dàlmata va resistir l'encerclament amb abundants pèrdues, arribant a perdre 2/3 dels seus integrants. El 8 de juny, els dàlmates van rebre el reforç de la 8a Brigada Majevica, que l'endemà els va ajudar en la seua retirada. El sacrifici de la 2a Brigada Dàlmata va constituir un dels episodis més llegendaris del front. La unitat, composta per joves voluntaris, havia estat formada a la tardor de 1942, principalment amb croats i serbis procedents de Dalmàcia.
El 9 de juny, el comandant en cap partisà, Tito, va estar a punt de morir durant un bombardeig, quan un projectil va caure a prop del grup capdavanter, ferint-lo al braç. Alguns informes de la postguerra van assenyalar que el seu gos, el pastor alemany Luks, va sacrificar la seua vida per salvar Tito.[b] Durant el mateix bombardeig, va morir William Stuart, un dels dos oficials de la missió britànica.

### Creuant el Sutjeska

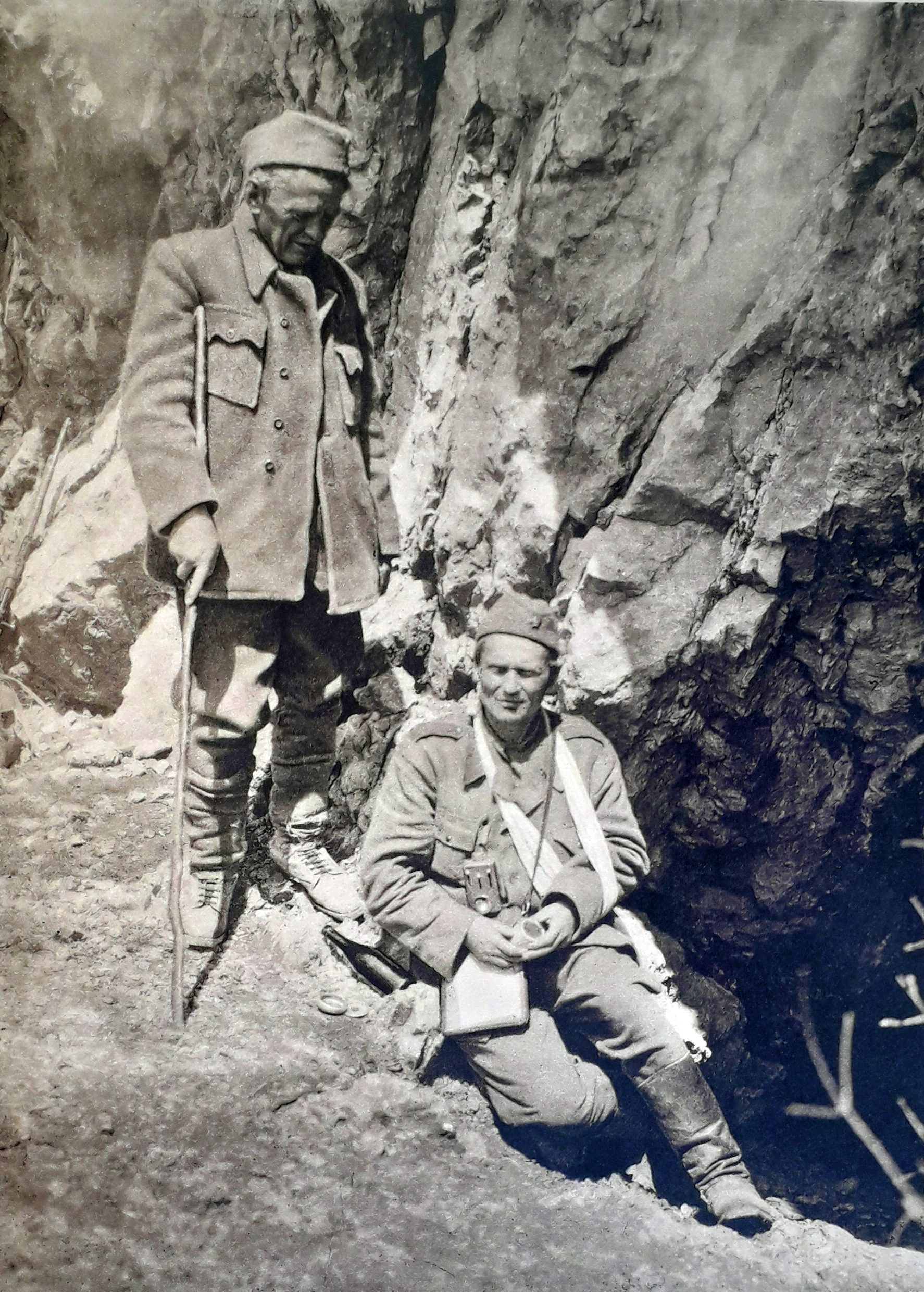
Tito, assegut amb el braç en cabestrell a conseqüència de les ferides patides quatre dies abans, al costat d'Ivan Ribar, el 13 de juny de 1943, en els últims dies de l'operació. El moment va ser immortalitzat per la càmera del coronel Savo Orović.

El matí del 10 de juny, el gruix de l'Exèrcit Partisà d'Alliberament va iniciar la seua ofensiva per trencar l'encerclament, i finalment va aconseguir creuar el riu Sutjeska, que dividia en dos el camp de batalla. Ho va fer a través de les línies de les divisions d'infanteria 118ª i 104a Jäger (alemanyes) i 369a (croata), en direcció nord-oest, cap a l'est de Bòsnia. Segons va narrar el capità William Deakin, la fugida es va desenvolupar «per escarpats pendents, i creuant un riu d'aigües ràpides, amb els alemanys atacant amb l'aviació per intentar volar els pocs ponts que quedaven dempeus».
Durant el creuament del Sutjeska, els partisans van ser atacats des d'ambdós flancs tant per la infanteria com per l'aviació enemiga, en un dels moments més dramàtics de la batalla. El general Rudolf Lüters, que dirigia les forces alemanyes sobre el terreny, va arribar a afirmar «l'última fase de la batalla, l'hora de l'anihilació final de l'exèrcit de Tito, ha arribat»
La columna, dirigida per la 1a Brigada Proletària, va ser perseguida per la 7a Divisió de Voluntaris de Muntanya SS Prinz Eugen, la 118a Divisió Jäger i la 1a Divisió Alpina Taurinense italiana, i encara van haver d'enfrontar-se al 369 Regiment d'Infanteria Reforçada croata que bloquejava la seua escapada cap al nord, travessant les seves línies al comandament del general Koča Popović i posant-se fora de perill entre els dies 14 i 15 de juny, arribant en dos grups separats. No obstant això, les tropes partisanes van sofrir una greu falta d'aliments i subministraments mèdics, i molts van ser víctima de la febre tifoide. Entre els supervivents de la columna es trobaven, a més de Tito, importants dirigents del Partit Comunista de Iugoslàvia que tindrien un important protagonisme en el conflicte, com Aleksandar Ranković, Milovan Đilas, Moša Pijade, Peko Dapčević, Ivan Ribar i el mateix Popović. Entre els morts, els noms més prominents van ser Sava Kovačević, Veselin Masleša, Sima Milošević, Vasilije Đurović, Ivan Goran Kovačić, Olga Popović-Dedijer i Momčilo Stanojlović.
Un metge partisà va recordar el creuament del Sutjeska:
| «                  | «Ens vam adonar que l'enemic sabia on érem. Estàvem envoltats per un exèrcit armat fins a les dents, ben alimentat, descansat i sa (...) Nosaltres portem soldats greument ferits, armats només amb armes capturades, i tot el món sense excepció té gana i fatiga, de manera que per a què ens busquen ara? què més volen? (...) Una unitat dàlmata carrega troncs de fusta per construir una espècie de pont (...) De sobte, rugeixen l'artilleria i les metralladores, acompanyades per explosions de granades i bombes. El dia continua com ahir i abans-d'ahir. Quants dies així ens esperen encara?» | » |
| — Dr. Saša Božović | |   |

En un reportatge per a la revista LIFE, el maig de 1952, el mateix Tito va narrar un dels últims episodis de la fugida:
| «                   | «Ens dirigíem cap a la carretera Foča-Kalinovik, que portava cap al nord a zona segura, quan van aparèixer tancs dirigint-se cap a nosaltres. La situació llavors era gairebé desesperada, ja que havia ordenat enterrar tot el nostre armament antitanc. Però un dels artillers de la 2. ª Brigada Sèrbia que havia desobeït les ordres, va instal·lar un canó i, gairebé a frec de roba, va destruir els dos primers tancs que van aparèixer. La resta es van retirar, i aconseguirem arribar a la carretera i la llibertat. | » |
| — Josip Broz, Tito. | |   |

### Massacre dels ferits

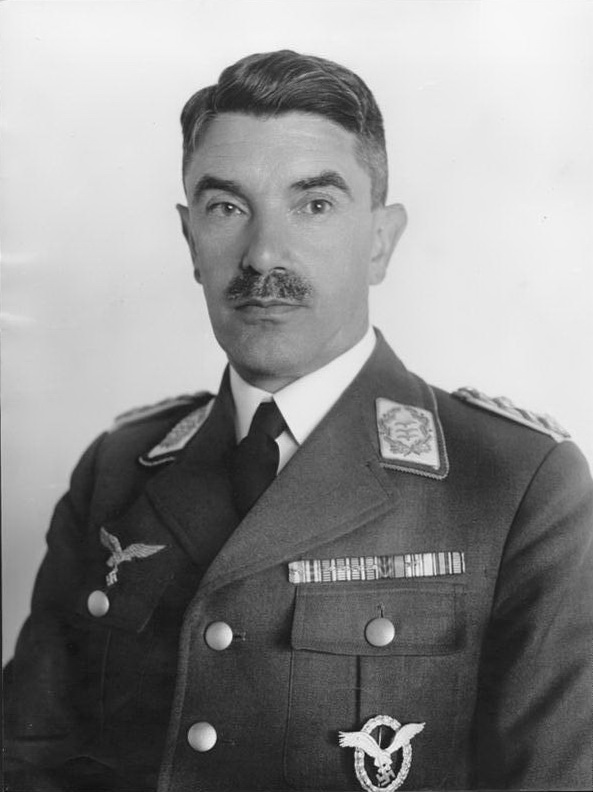
Alexander Löhr (1885-1947) va ser el comandant suprem de lOperació Schwarz, i responsable de l'execució dels ferits i el personal mèdic. Com a responsable així mateix del Bombardeig de Belgrad, va ser afusellat en aquesta ciutat després de la guerra.

Malgrat la sortida del grup principal, tres brigades i l'hospital de campanya partisans que circulaven al final de la columna amb més de 2.000 ferits van ser encerclats pels alemanys. Seguint les instruccions de l'alt comandament alemany, el general Alexander Löhr va ordenar la seua anihilació total,[a] incloent-hi els ferits i el personal mèdic sense armes. A més, la 3a Divisió d'assalt al complet va ser destruïda en el seu intent de defensar els ferits.
Precisament el comandant de la 3a Divisió, Sava Kovačević, un dels líders partisans més destacats, va morir durant aquest enfrontament contra les tropes alemanyes, concretament el 13 de juny a prop de Krekovi, quan liderava un atac desesperat contra trinxeres alemanyes buscant trencar l'encerclament. Kovačević va ser proclamat a títol pòstum Heroi del Poble de Iugoslàvia, i un col·legi de Tjentište va ser anomenat en el seu honor.
En total, els partisans van registrar 7.543 baixes, la qual cosa va suposar més d'un terç de la seua força inicial. A més, es va conèixer que durant la campanya les tropes alemanyes van incendiar nombrosos llogarrets, a més de causar uns 2.537 morts entre la població civil, acusant-la de col·laborar amb el moviment partisà. Un informe alemany va assenyalar que s'havia produït una epidèmia de tifus i que van haver d'enterrar en fosses comunes als morts de l'hospital i cremar alguns llogarrets a causa de la infecció.
El comandant alemany en el camp, el general Rudolf Lüters, al seu informe del 20 de juny, va escriure: «El combat ha demostrat que les forces comunistes de Tito estan magníficament organitzades, hàbilment dirigides i tenen una moral impressionant». Al seu següent informe, el 18 de juliol, Lüters va assenyalar que després de diversos mesos de lluita les tropes alemanyes necessitaven un descans, perquè s'havia posat de manifest que «el soldat alemany no pot competir amb el fanatisme agressiu dels partisans, que coneixen molt bé el terreny i disposen del suport de la població».

## Conseqüències

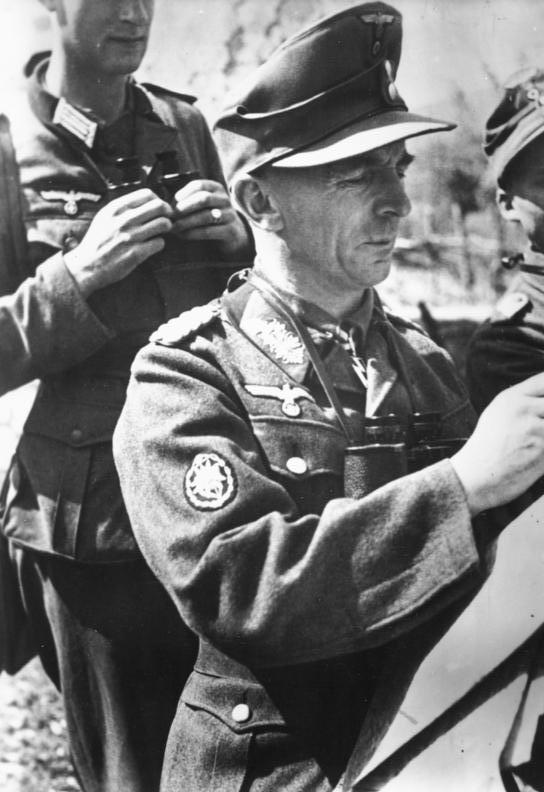
Generalleutnant Walter Stettner Ritter von Grabenhofen de la Primera Divisió de Muntanya alemanya, en 1943.

La batalla va marcar un punt d'inflexió en les operacions dels Aliats a Iugoslàvia, i es va convertir en part integrant de la mitologia iugoslava de la postguerra, exaltant el sacrifici, el sofriment extrem i la fermesa moral dels partisans.
A fi de prevenir qualsevol activitat partisana després de l'operació, el Reichsführer-SS Heinrich Himmler va ordenar que tot el territori de l'Estat independent de Croàcia fóra declarat zona de combat. A la pràctica, això suposava la submissió total al Schutzstaffel (les SS), el que va crear una situació incòmoda entre l'ambaixador Siegfried Kasche i el govern croat. Kasche va advertir que aquest tipus de comportament per part de l'exèrcit alemany i les forces de les SS només podria comportar reaccions negatives, tant des del govern com des de la població croata.
Però l'èxit de la resistència partisana va elevar la seua reputació a la d'una força de combat fiable per a la població local. En conseqüència, van ser capaços de reposar les seues baixes amb nous reclutaments, reagrupar-se, i muntar una sèrie de contraatacs a l'est de Bòsnia, creuant la línia Goražde-Sarajevo i eliminant les guarnicions de l'Eix en Vlasenica, Srebrenica, Olovo, Kladanj i Zvornik en els següents 20 dies.
A partir d'agost, Tito va establir la seua caserna general en Jajce i va començar la reorganització del seu exèrcit. El setembre, un esdeveniment inesperat va canviar el curs de la guerra, l'enderrocament de Benito Mussolini com a cap del govern italià i el pas del Regne d'Itàlia al bàndol aliat. Aquest esdeveniment va alliberar els Balcans de 500.000 ocupants italians. A la tardor de 1943, els partisans comptaven amb un exèrcit d'uns 300.000 efectius, organitzats en 27 divisions, i controlaven més de la meitat del territori de l'antic Regne de Iugoslàvia.

## Cultura popular
En 1973, la gesta va ser portada al cinema, amb la pel·lícula iugoslava Sutjeska, dirigida per Stipe Delić i protagonitzada per Richard Burton interpretant Tito, estrenada en el XXX aniversari de la batalla. La pel·lícula, amb música de Mikis Theodorakis, va ser la producció més cara de la història del Cinema Iugoslau. El mateix Tito va ser present durant el rodatge, fotografiant-se amb Richard Burton caracteritzat com ell mateix.
Un altre film amb menys repercussió es va estrenar en 1976: The peaks of Zelengora (en valencià: Els pics de Zelengora), dirigit per Zdravko Velimirović, i que se centra en els esdeveniments del pas del Zelengora.
També en la dècada del 1970 va ser instal·lat un complex commemoratiu de la batalla en Tjentište, al Parc Nacional Sutjeska. El complex conté frescos monumentals de l'artista croat Krsto Hegedušić.
Altres memorials instal·lats als llocs on es va desenvolupar la batalla són el monument de Sava Kovačević en les proximitats de Tjentište i el monument a la 2a Brigada Dàlmata a prop del llac Donje Bare.
La poesia èpica iugoslava també es va fer eco de la batalla del Sutjeska i la seua repercussió, destacant el poema Sutjeska, de l'escriptor montenegrí Mirko Banjević, que també va dedicar una obra a Sava Kovačević.

## Ordre de batalla
| Eix | Aliats |
| --- | --- |
| Ordre de batalla del 14 de maig de 1943, a l'inici de l'operació: Alemanya - 7a Divisió de Voluntaris de Muntanya SS Prinz Eugen - desplegada en les àrees de Ljubuški i Široki Brijeg. - 1a Divisió de Muntanya i parts del Regiment Brandenburg - Mojkovac, Kolašin, Andrijevica i Berane. - 369ª Divisió d'Infanteria - desplegada en Foča, Ustikolina, Goražde i zones de Bòsnia Central. - 369 Regiment d'Infanteria - 369 Regiment d'Artilleria - 369 Batalló Antitanc - 369 Batalló d'Enginyers - 202 Batalló Blindat - 369 Batalló de Reconeixement - Prijepolje, Bistirica. - 118ª Divisió Jäger - 750 Regiment - Foča - 738 Regiment - Konjic, Trnovo. - 724 Regiment d'Infanteria Reforçada (104 Divisió Jäger) - Prijepolje, Bodarevo Itàlia - 1 Divisió de Muntanya Taurinense - Pljevlja, Prijepolje. - 19 Divisió d'Infanteria 'Venezia' - Berane, Bijelo Polje, Kolašin. - 23 Divisió d'Infanteria 'Ferrara' - Nikšić, Danilovgrad - 32 Divisió d'Infanteria 'Marche' - Mostar, Stolac, Metković. - 151 Divisió d'Infanteria 'Perugia' - Grahovo, Vilusi. - 154 Divisió d'Infanteria 'Murge' - Bileća, Trebinje, Dubrovnik. - Forces del 'Sector Podgorica' - Podgorica, Spuž. Croàcia - 4ª Brigada de Defensa Jäger - Vrelo Bosne Bulgària - 63 Regiment d'Infanteria - Mokra Gora - 61 Regiment d'Infanteria, sota comandament de la 369 Divisió d'Infanteria (mixta). | Ordre de batalla del 14 de maig de 1943, a l'inici de l'operació: Partisans - 1a Divisió Proletària - Šahović - 2a Divisió Proletària - Kolašin - 3a Divisió d'Assalt - Nikšić - 7ª Divisió Banija - Čurevo - 3ª Brigada Dàlmata - Pljevalja, Meljak i Kosanica - 3 Batalló de la 4. ª Brigada Proletària - Bioča - 2 i 4 Batalló de la 5ª Brigada Montenegrina - Bioča - Grup d'Operacions del Drina - Foča, Ustikolina, Goražde. - 2ª Brigada Proletària - Brigada Majevica - 6ª Brigada Bòsnia |